# Jean-Paul Akono
Jean-Paul Akono (Yaoundé, 1º gennaio 1952) è un ex calciatore e allenatore di calcio camerunese.

## Carriera

### Giocatore

#### Nazionale
Nel 1973 ha giocato da titolare nella partita persa per 2-0 a Kinshasa contro lo Zaire valida per le qualificazioni ai Mondiali del 1974.

### Allenatore
Ha allenato con la nazionale camerunese alle Olimpiadi di Sydney 2000, vincendo una medaglia d'oro. In seguito ha allenato per un altro anno il Camerun e per due anni, dal 2002 al 2003, il Ciad. Dal 2011 al 2013 ha allenato ancora la Nazionale camerunese.

## Palmarès

### Allenatore

#### Nazionale
- Oro olimpico: 1

Sydney 2000